# Dromaeosauria
De naam Dromaeosauria wordt in informele zin gebruikt om de groep aan te duiden waartoe de theropode dinosauriër Deinonychus behoort. Soms is het een synoniem voor Dromaeosauridae, soms voor Dromaeosauroidea. Ook is de naam voorgesteld voor allerlei klades die meer omvattend zijn dan Deinonychosauria.